# Dólar de oro
El dólar de oro (en inglés, Gold dollar o gold one-dollar piece) es una moneda de oro que fue acuñada como una emisión regular por la Casa de Moneda de los Estados Unidos desde 1849 hasta 1889. La moneda tuvo tres variedades durante su vida útil, todas diseñadas por James B. Longacre, jefe de grabadores de la Casa de Moneda. La emisión de Tipo 1 tiene el diámetro más pequeño que cualquier moneda estadounidense acuñada hasta la fecha.
La idea de tener una moneda de dólar de oro había sido propuesta varias veces en las décadas de 1830 y 1840, pero no se adoptó inicialmente. El Congreso estadounidense fue impulsado a adoptarla debido al aumento de la oferta de lingotes causada por la fiebre del oro de California, y en 1849 autorizó un dólar de oro. En sus primeros años, las monedas de plata se acumulaban o exportaban, y el dólar de oro encontró un lugar listo en el comercio. La plata volvió a circular después de que el Congreso en 1853 requiriera que las nuevas monedas de ese metal se hicieran más livianas, y el dólar de oro se convirtió en una rareza en el comercio, incluso antes de que las monedas federales desaparecieran de la circulación debido a la interrupción económica causada por la guerra civil estadounidense.
El oro no volvió a circular en la mayor parte de la nación hasta 1879, y una vez que lo hizo, el dólar de oro no recuperó su lugar. En sus últimos años, fue acuñado en pequeñas cantidades, lo que provocó especulaciones por parte de los acaparadores. También tuvo gran demanda para ser empleado en joyería. El dólar de oro de emisión regular se acuñó por última vez en 1889, al año siguiente, el Congreso finalizó la serie.

## Antecedentes
Al proponer un plan para una casa de moneda y un sistema de acuñación de monedas, el Secretario del Tesoro Alexander Hamilton, propuso en 1791 que la denominación de dólar se acuñara como moneda de oro y como moneda de plata, representativas de los dos metales que él proponía que se convirtieran en moneda de curso legal. El Congreso siguió la recomendación de Hamilton solo en parte, autorizando un dólar de plata, pero ninguna moneda de esa denominación en oro.
En 1831, se acuñó el primer dólar de oro en la casa de moneda privada de Christopher Bechtler en Carolina del Norte. Gran parte del oro que se producía entonces en Estados Unidos provenía de las montañas de Carolina del Norte y Georgia, y los dólares y otras monedas pequeñas de oro emitidas por Bechtler circulaban por esa región y se veían ocasionalmente más lejos. August Bechtler, hijo de Christopher, acuñó otras monedas de un dólar.
Poco después de que los Bechtler comenzaran a acuñar sus monedas privadas, el secretario del Tesoro, Levi Woodbury, se convirtió en defensor de que la Casa de la Moneda de los Estados Unidos (la Casa de la Moneda, cuando se la describe como institución) acuñara la denominación de un dólar en oro. El director de la Casa de la Moneda, Robert M. Patterson, se opuso. Woodbury persuadió al presidente Andrew Jackson para que acuñara monedas con patrón. En respuesta, Patterson encargó al segundo grabador de la Casa de la Moneda, Christian Gobrecht, que interrumpiera el trabajo del nuevo diseño de la moneda de plata de un dólar y trabajara en un patrón para el dólar de oro. El diseño de Gobrecht presentaba un gorro de la Libertad rodeado de rayos en un lado y una rama de palma dispuesta en círculo con la denominación, la fecha y el nombre del país en el otro.
Se consideró la inclusión del dólar de oro como denominación autorizada en la legislación de revisión que dio origen a la Ley de la Casa de la Moneda de 1837. En diciembre de 1836, el periódico de Filadelfia, Public Ledger, apoyó el dólar de oro, afirmando que «el dólar es la moneda de oro más pequeña que resultaría conveniente, y como sería eminentemente así, ni la plata ni el papel deberían sustituirla». Sin embargo, tras la comparecencia del director de la Casa de la Moneda, Patterson, ante un comité del Congreso, la disposición que autorizaba el dólar de oro fue eliminada del proyecto de ley

## Inicios
En enero de 1844, el representante de Carolina del Norte James Iver McKay, presidente del Comité de Medios y Arbitrios, solicitó las opiniones del Director Patterson sobre el dólar de oro. Patterson tenía más del patrón de dólar de Gobrecht acuñado para mostrar a los miembros del comité, nuevamente desaconsejando una moneda que si se emitiera tendría solo media pulgada (13 mm) de diámetro. Le dijo al secretario del Tesoro, John C. Spencer, que las únicas monedas de oro de ese tamaño en el comercio, los medios escudos españoles y colombianos, eran impopulares y no habían sido acuñadas durante más de veinte años. Esto pareció satisfacer al comité ya que no se hizo nada más por el momento, y cuando se propuso nuevamente un dólar de oro en 1846, el comité de McKay recomendó no hacerlo.
Incluso antes de 1848, cantidades récord de oro fluían a las cecas estadounidenses para convertirse en monedas, pero la fiebre del oro de California aumentó enormemente estas cantidades. Esta renovación requiere un dólar de oro, así como una denominación más alta que el águila (pieza de $ 10), entonces la moneda de oro más grande. En enero de 1849, McKay presentó un proyecto de ley para un dólar de oro, que fue remitido a su comité. Hubo mucha discusión en la prensa sobre la moneda propuesta; un periódico publicó una propuesta para un dólar de oro anular ; es decir, con un agujero en el medio para aumentar su pequeño diámetro. McKay modificó su legislación para establecer un águila doble (Moneda de oro de $ 20) y escribió a Patterson, quien respondió que el dólar de oro anular no funcionaría, y tampoco lo haría otra propuesta de tener una pieza de dólar que consiste en un tapón de oro en una moneda de plata. Sin embargo, el sucesor de Gobrecht como grabador jefe, James B. Longacre, preparó patrones, incluidos algunos con un agujero cuadrado en el medio.
McKay consiguió que su compañero demócrata, el senador de New Hampshire Charles Atherton, presentara el proyecto de ley para autorizar el dólar de oro y el águila doble en el Senado el 1 de febrero de 1849; Atherton era presidente del Comité de Finanzas del Senado. McKay introdujo una versión en la Cámara el 20 de febrero; El debate comenzó el mismo día. El dólar fue atacado por congresistas del Partido Whig, luego en la minoría, porque sería demasiado pequeño, sería falsificado y, con poca luz, podría gastarse por error como medio centavo, las monedas tienen un tamaño similar. McKay no respondió sustantivamente, pero declaró que si nadie quería estas denominaciones, no se llamarían en la Casa de la Moneda, y no serían acuñadas. El representante de Pensilvania, Joseph Ingersoll, un whig, habló en contra del proyecto de ley, señalando que Patterson se opuso a las nuevas denominaciones, y que la idea había sido rechazada repetidamente, siempre que se consideró. Otro whig, Charles Hudson de Massachusetts, relató que Patterson había enviado un dólar de oro real y falso a su comité y que la mayoría de los miembros no habían podido notar la diferencia. McKay no respondió a estas afirmaciones, pero otras sí, incluido el congresista de Nueva York Henry Nicoll, quien aseguró a la Cámara que las acusaciones de falsificación fueron muy exageradas. El punto era, indicó, que el público buscaba el águila doble y el dólar de oro y, en el caso del dólar de oro, podría ayudar a que el dinero circulara en pequeñas comunidades donde no se aceptaban billetes. El representante de Connecticut, John A. Rockwell, un whig, trató de presentar el proyecto de ley, pero su moción fue rechazada. El proyecto de ley se aprobó fácilmente y se encontró con una mínima oposición en el Senado, convirtiéndose en ley el 3 de marzo de 1849.

## Preparación

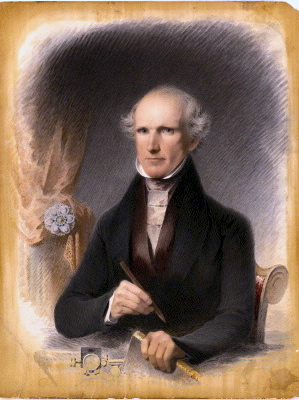
James B. Longacre,autorretrato (1845)

Los oficiales de la Casa de la Moneda de Filadelfia, incluido el acuñador principal Franklin Peale, eran en su mayoría amigos y parientes del director Patterson. El extraño en medio de ellos era el grabador jefe James B. Longacre, sucesor de Gobrecht (que había muerto en 1844). Antiguo grabador de placas de cobre, Longacre había sido nombrado por influencia política del senador de Carolina del Sur John C. Calhoun.
Cuando Longacre comenzó a trabajar en las dos monedas nuevas a principios de 1849, no tenía a nadie que lo ayudara. Longacre escribió al año siguiente que un empleado de la ceca le había advertido que uno de los oficiales (sin duda Peale) planeaba socavar la posición del jefe de grabadores haciendo el trabajo de preparar diseños y troqueles fuera de las instalaciones de la ceca. En consecuencia, cuando el proyecto de ley de oro se convirtió en ley, Longacre informó a Patterson de que estaba listo para comenzar a trabajar en el dólar de oro. El Director de la Casa de la Moneda estuvo de acuerdo, y después de ver un modelo de la cabeza en el anverso, autorizó a Longacre a continuar con la preparación de los troqueles. Según Longacre: "El grabado fue inusualmente minucioso y requirió un trabajo muy cercano e incesante durante varias semanas. Hice los troqueles y cubos originales para hacer los troqueles de trabajo dos veces, para asegurar su perfecta adaptación a la maquinaria de acuñación. Tenía el deseo de ejecutar este trabajo con una sola mano, para poder responder silenciosamente a aquellos que habían cuestionado mi capacidad para el trabajo. El resultado, creo, fue satisfactorio".

## Diseño original

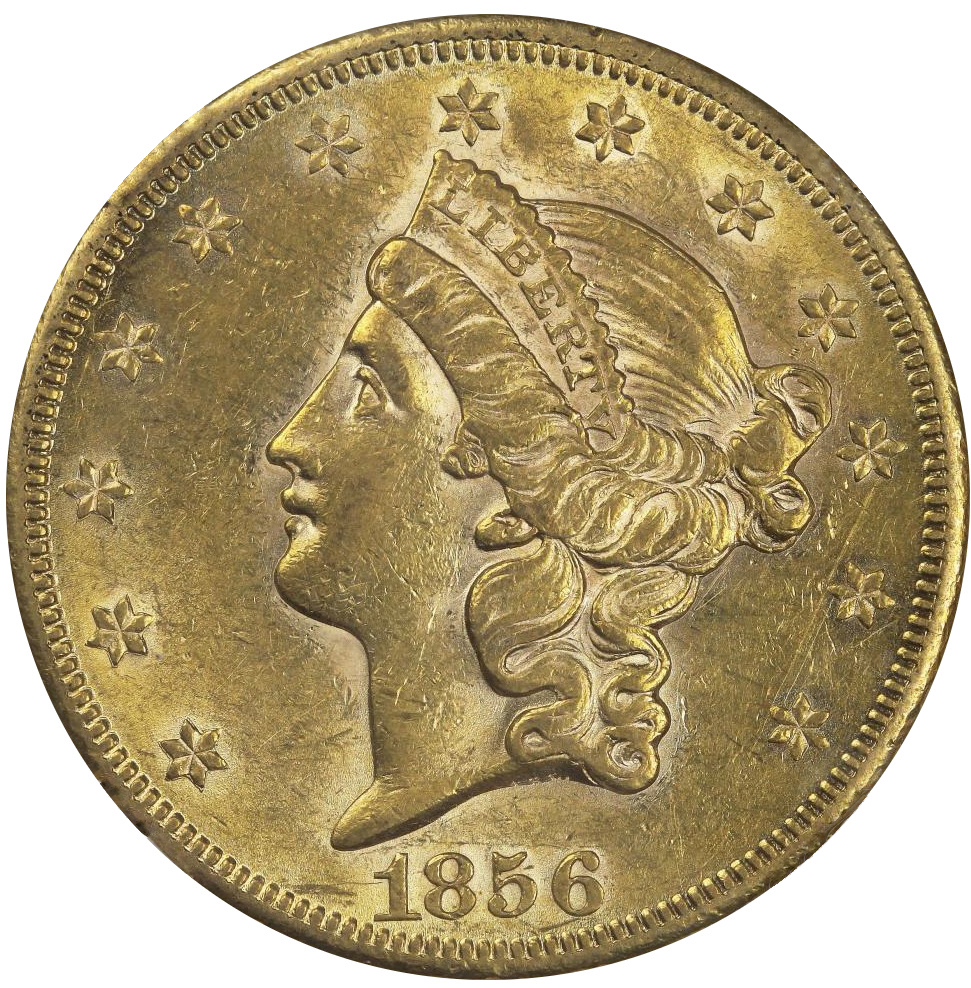
La cabeza de 'Libertad' en el dólar tipo 1

.El dólar de oro Tipo 1 representa una cabeza de Libertad, mirando hacia la izquierda, con una corona o tiara en su cabeza con su nombre. Su cabello está recogido en un moño; ella está rodeada por 13 estrellas que representan los estados originales. El reverso presenta la fecha y la denominación dentro de una corona, con el nombre de la nación cerca del borde.
Las revisiones contemporáneas del diseño Tipo 1 fueron generalmente favorables. El New York Weekly Tribune, el 19 de mayo de 1849, describió el nuevo dólar como "sin duda la moneda más linda, pequeña y ligera de este país... es demasiado delicado y hermoso para pagar las papas, el chucrut y el cerdo salado. Oberon podría haberle pagado a Puck con él por traer la flor que hechizó a Titania ". La lista de billetes de Willis declaró que "no hay ninguna probabilidad de que entren en circulación general; son demasiado pequeños". El Estándar de Carolina del Norte esperaba que fueran acuñados en la Casa de la Moneda de Charlottey circuló localmente para eliminar el problema de los billetes de banco de pequeña denominación de fuera del estado. El comerciante de monedas y autor numismático Q. David Bowers señala que el jefe de Liberty en el dólar Tipo 1 es una versión reducida de eso en el águila doble, y "un dólar de oro bien conservado es hermoso para la vista".

## Modificaciones
Los registros de la ceca indican que los primeros dólares de oro se produjeron el 7 de mayo de 1849; las notas del diario de Longacre afirman que las primeras fueron acuñadas el 8 de mayo. El primer día se acuñaron algunas monedas en condiciones de prueba, junto con unas 1.000 para circulación. Hay cinco variedades principales del dólar de oro de 1849 de Filadelfia, hechas a medida que Longacre continuó ajustando el diseño. El Departamento de Grabado de Longacre en la Casa de la Moneda de Filadelfia envió troqueles con marcas de ceca a las sucursales de cecas en Charlotte, Dahlonega (en Georgia) y Nueva Orleans. Las monedas acuñadas en las ramas se parecen a algunos de los tipos emitidos desde Filadelfia, dependiendo de cuándo se produjeron los troqueles. De las monedas acuñadas en las sucursales de cecas en 1849, solo existen piezas acuñadas en Charlotte (1849-C) en múltiples variedades; la mayoría son de lo que se llama la variedad "Corona cerrada". Se conocen aproximadamente cinco de la corona abierta 1849-C; uno, creído el mejor espécimen sobreviviente, vendido en una subasta por $ 690,000 en 2004, quedando un récord para la serie del dólar de oro a partir de 2013. Uno de los cambios realizados durante la producción fue la inclusión de "L" inicial de Longacre sobre el truncamiento del cuello de Liberty, la primera vez que una moneda estadounidense destinada a la producción a gran escala había recibido la inicial de su diseñador. Todos los problemas que comienzan en 1850 llevan la corona cerrada. A partir de 1854, el dólar de oro también fue acuñado en la nueva Ceca de San Francisco.
El flujo continuo de oro de California hizo que la plata fuera cara en términos de oro, y las monedas de plata estadounidenses comenzaron a fluir fuera del país para derretirse en 1849, un flujo que se aceleró en los próximos años a medida que el precio del metal continuó aumentando. Para 1853, mil dólares en monedas de plata contenían $ 1,042 en lingotes. Cuando las monedas de plata desaparecieron, el dólar de oro se convirtió en la única moneda federal en circulación entre el centavo y el cuarto de águila.($ 2.50 pieza). Como tal, fue acuñado en grandes cantidades y ampliamente circulado. Según Bowers en su libro sobre la denominación, "los años 1850 a 1853 fueron la marca más alta del dólar de oro, los años de gloria de la denominación cuando las pequeñas monedas de oro tomaron el lugar de medio dólar y de plata en las transacciones diarias. ". Esta vez llegó a su fin en 1853 cuando el Congreso aprobó una ley que reducía el peso de la mayoría de las monedas de plata, permitiendo que circularan nuevas emisiones.
Ya en 1851, el congresista de Nueva York William Duer alegó que Patterson había hecho que el dólar de oro tuviera un diámetro demasiado pequeño a propósito para provocar críticas. Patterson se retiró ese año después de 16 años en su posición, y bajo su sucesor, George N. Eckert, se acuñaron los patrones anulares de dólar de oro y medio dólar. Public Ledger informó que, aunque los dólares de oro no se alcanzarían en forma anular, sí lo serían los medios dólares de oro, para ayudar a satisfacer la necesidad de cambio. Con el nuevo gobierno de Pierce, Thomas M. Pettit asumió el cargo de Director de la Casa de la Moneda el 31 de marzo de 1853. En abril, el Secretario del Tesoro James Guthrie escribió a Pettit que había quejas de que el dólar de oro era demasiado pequeño, a menudo perdido o confundido con una pequeña moneda de plata, y preguntó acerca de informes de que la Casa de la Moneda había experimentado con dólares anulares. Pettit respondió, afirmando que ninguno había sido preservado, pero encerró una pieza de plata de tamaño equivalente. Señaló que si bien habría dificultades técnicas en la producción del dólar anular, estas podrían superarse. En una carta fechada el 10 de mayo, Pettit propuso una pieza perforada de forma ovalada, o una moneda de forma angular, que disminuiría los problemas de producción. Pettit murió repentinamente el 31 de mayo; Guthrie no dejó caer el problema, pero preguntó al reemplazo de Pettit, James Ross Snowden, sobre el tema el 7 de junio. Como las monedas estadounidenses debían llevar algún dispositivo emblemático de la libertad, la secretaría esperaba que se pudieran encontrar artistas que pudieran encontrar algún diseño de este tipo para una moneda anular.
La Ley del 21 de febrero de 1853, que había aligerado las monedas de plata, también autorizó una pieza de oro de tres dólares, que comenzó a producirse en 1854. Para garantizar que la pieza de tres dólares no se confundiera con otras monedas de oro, se había hecho más delgado y ancho de lo que normalmente sería, y Longacre puso un diseño distintivo con una princesa india en eso. Longacre adaptó tanto la técnica como el diseño para el dólar de oro, que se hizo más delgado y, por lo tanto, más ancho. Una adaptación de la princesa de Longacre para la moneda de oro más grande se colocó en el dólar, y una corona agrícola similar en el reverso. La idea de agrandar el dólar de oro de esta manera había sido sugerida en el Congreso ya en 1852, y Pettit la había defendido, pero el deseo de Guthrie de una moneda anular paralizó el asunto. En mayo de 1854, Snowden le envió a Guthrie una carta indicando que las dificultades con una moneda anular, especialmente para que las monedas se expulsaran correctamente de la prensa, eran más que triviales.
Sin embargo, el dólar de oro tipo 2 (como se conoció) resultó insatisfactorio ya que las cecas tenían dificultades para acuñar la nueva moneda para que se sacaran todos los detalles. Esto se debió al alto relieve del diseño: las tres cecas de la rama sur especialmente tuvieron problemas con la pieza. Muchas de las piezas de Tipo 2 rápidamente se volvieron ilegibles, y fueron enviadas de regreso a Filadelfia para su fusión y recuperación. En la mayoría de los especímenes sobrevivientes, el "85" en la fecha no está completamente detallado. El dólar de oro Tipo 2 fue acuñado solo en Filadelfia en 1854 y 1855, en las tres casas de moneda del sur en el último año, y en San Francisco en 1856, después de que el diseño fue designado para reemplazo. Para corregir los problemas, Longacre amplió la cabeza de Liberty, convirtiéndola en una versión reducida de la pieza de tres dólares, y acercó las letras del anverso al borde. Esto mejoró el flujo de metal y la nitidez del diseño tanto que los primeros estudiosos de numismática asumieron que el reverso también se alteró, aunque en realidad no se realizó ningún cambio y los reveses Tipo 2 y Tipo 3 son idénticos.

## Diseño de Tipo 2 y 3 dólares
Los dólares de oro Tipo 2 y 3 representan a Liberty como una princesa nativa americana, con un tocado de plumas de fantasía que no se parece a ninguna de las tribus indias. Esta imagen es una copia inexacta del diseño que Longacre había hecho para la pieza de tres dólares, y es uno de una serie de versiones de libertad que Longacre había creado con base en la Venus que se agacha, una escultura en exhibición en un museo de Filadelfia. Para el reverso, Longacre adaptó la "corona agrícola" que había creado para el reverso de la pieza de tres dólares, compuesta de algodón, maíz, tabaco y trigo, mezclando los productos del Norte y del Sur. Esta corona aparecería, más tarde en la década de 1850, en el centavo Flying Eagle.
El historiador de arte Cornelius Vermeule desaprobó el diseño de la princesa india utilizada por Longacre para los anversos del dólar de oro de los tipos 2 y 3, y para la pieza de tres dólares, "la 'princesa' de las monedas de oro es una versión elegante de un grabador de billetes del arte popular de la década de 1850. Las plumas o plumas se parecen más a la cresta del Príncipe de Gales que a cualquier cosa que haya visto las fronteras occidentales, salvo tal vez en la belleza de un salón de música ".

## Guerra civil
El dólar de oro continuó produciéndose a fines de la década de 1850, aunque las acuñaciones disminuyeron de las cifras de dos millones o más cada año entre 1850 y 1854. Solo se produjeron alrededor de 51.000 dólares de oro en 1860, con más de dos tercios de esa cifra en Filadelfia, poco menos de un tercio en San Francisco y 1.566 en Dahlonega. Aproximadamente se conocen unos cien de los últimos, creando una de las grandes rarezas de Dahlonega en la serie.
El otro candidato para el más raro de esa ceca es el 1861-D, con una acuñación estimada de 1.000 y quizás 45 a 60 conocidos. Dos pares de troqueles fueron enviados desde Filadelfia a Dahlonega el 10 de diciembre de 1860; llegaron el 7 de enero de 1861, dos semanas antes de que Georgia votara para separarse de la Unión, cuando comenzó la guerra civil estadounidense. Por orden del gobernador Joseph E. Brown, la milicia estatal aseguró la moneda y, en algún momento, pequeñas cantidades de dólares y medias águilas fueron producidos. Registros de cuántas monedas se acuñaron y cuándo no han sobrevivido. Dado que los troqueles se agrietan a tiempo, y todas las casas de moneda fueron suministradas con ellos desde Filadelfia, la acuñación no pudo durar, y en mayo de 1861, las monedas y los suministros restantes en Dahlonega fueron entregados al tesoro de los Estados Confederados de América, luego que Georgia se había unido. Las monedas de oro con un valor nominal total de $ 6 se reservaron para el análisis. Normalmente, habrían sido enviados a Filadelfia para esperar la reunión del año siguiente de la Comisión de Ensayos de los Estados Unidos, cuando estarían disponibles para las pruebas. En cambio, estos fueron enviados a la capital confederada inicial de Montgomery, Alabama, aunque se desconoce qué se hizo con ellos allí y su destino final. La rareza del dólar de 1861-D y la asociación con la Confederación lo hacen especialmente apreciado.
Dahlonega, como las otras dos cecas sucursales en el sur, cerró sus puertas después de las huelgas de 1861. Esta y las instalaciones de Charlotte nunca volvieron a abrir; la Casa de la Moneda de Nueva Orleans acuñó nuevamente monedas de 1879 a 1909, pero no volvió a acuñar dólares de oro. Después de 1861, la única emisión de dólares de oro fuera de Filadelfia fue en San Francisco, en 1870.
El estallido de la guerra civil sacudió la confianza del público en la Unión, y los ciudadanos empezaron a acumular monedas de metal noble, oro y plata. A fines de diciembre de 1861, los bancos y luego el Tesoro federal dejaron de pagar en oro a su valor nominal. A mediados de 1862, todas las monedas federales, incluso el centavo de metal base, habían desaparecido del comercio en gran parte del país. La excepción fue el Lejano Oeste, donde en su mayor parte, solo el oro y la plata eran monedas aceptables, y el papel moneda se negociaba con un descuento. En el resto de la nación, se podían comprar monedas de oro y plata de bancos, agentes de cambio y del Tesoro por una prima en los nuevos billetes verdes que el gobierno comenzó a emitir para llenar el vacío en el comercio y financiar la guerra.

## Últimos años, abolición y coleccionismo
Dado que el oro no circulaba en los Estados Unidos (excepto en la costa oeste) en la posguerra, gran parte de la producción de monedas de ese metal en los Estados Unidos era el doble de las águilas para la exportación. En consecuencia, aunque 1.361.355 dólares de oro se alcanzaron en 1862, la última vez que la producción superaba el millón, la acuñación cayó a 6.200 en 1863 y permaneció baja durante el resto de la existencia de la moneda, excepto en 1873 y 1874. The Mint lo sintió. inadecuado para suspender la acuñación de una moneda autorizada por el Congreso y emitió monedas de prueba(generalmente unas pocas docenas para la pequeña comunidad numismática) de troqueles especialmente pulidos, que también producen suficientes ataques de circulación para que las monedas de prueba no sean demasiado raras. En 1873 y 1874, los dólares de oro viejos y gastados en poder del gobierno se derritieron y recuperaron, generando grandes acuñaciones de esa denominación. Esto se hizo en previsión de la reanudación de los pagos de las especies, que no ocurrió hasta fines de 1878. Una vez que las especies volvieron a circular al valor nominal, el dólar de oro no encontró lugar en el comercio en medio de grandes cantidades de monedas de plata, ya sea liberadas por el acaparamiento o recién acuñado por la ceca. El gobierno esperaba que la reanudación de los pagos en especie haría que el dólar y otras pequeñas monedas de oro circularan nuevamente, pero el público, al que se le permitió canjear papel moneda, continuó usándolo como más conveniente que las monedas.
En las décadas de 1870 y 1880, el interés público creció en el dólar de oro de bajo costo. La recolección de monedas se estaba volviendo más popular, y varios numismáticos dejaron de lado algunos dólares de oro y esperaban aumentos de valor. Lo más probable es que la Casa de Moneda canalice su producción a través de algunos de los distribuidores favoritos de Filadelfia, aunque las monedas de prueba se pueden comprar por $ 1.25 en la ventanilla del cajero en las instalaciones de Filadelfia. Los bancos cobraron una prima por huelgas de circulación. Eran populares en el comercio de joyas, montados en varios artículos. Las monedas a menudo se exportaban a China o Japón, donde se fabricaban esas joyas. Los dólares a menudo fueron dañados en el proceso; la Casa de la Moneda se negó a vender este comercio e hizo todo lo posible para obstaculizarlo. Sin embargo, los funcionarios de Mint concluyeron que los joyeros tuvieron éxito en obtener la mayoría de cada tema. Los minutos de prueba excedieron 1, Otro uso para el dólar de oro fue como regalo de vacaciones; Después de su abolición, el cuarto águila se convirtió en un regalo popular.
James Pollock, en su informe final como Director de Menta en 1873, abogó por limitar la huelga de dólares de oro a los depositantes que lo solicitaron específicamente. "El dólar de oro no es una moneda conveniente, debido a su pequeño tamaño, y sufre una abrasión más proporcional que las monedas más grandes". Sus sucesores pidieron su abolición, con James P. Kimball, antes de dejar el cargo en 1889, escribiendo al Congreso que, excepto como joyería, "se ha encontrado poco uso práctico para esta moneda". Más tarde ese año, el nuevo director, Edward O. Leech, emitió un informe indicando que el dólar de oro "es demasiado pequeño para la circulación, y... [se usa] casi exclusivamente con fines de adorno. El último año en que se golpeó al dólar de oro fue 1889. El Congreso abolió el dólar de oro, junto con el níquel de tres centavos y la pieza de tres dólares, por la Ley del 26 de septiembre de 1890.
Se acuñaron un total de 19,499,337 dólares de oro, de los cuales 18,223,438 fueron golpeados en Filadelfia, 1,004,000 en Nueva Orleans, 109,138 en Charlotte, 90,232 en San Francisco y 72,529 en Dahlonega. Según un anuncio publicado en la edición de febrero de 1899 de The Numismatist, los dólares de oro trajeron $ 1.80 cada uno, todavía en demanda como regalo de cumpleaños y joyas. Ese diario en 1905 llevaba noticias de un cliente que depositaba 100 dólares de oro en un banco; El cajero, consciente del valor, acreditó a la cuenta $ 1.60 por moneda. En 1908, un distribuidor ofreció $ 2 cada uno por cualquier cantidad. A medida que la recolección de monedas se convirtió en un pasatiempo generalizado a principios del siglo XX, los dólares de oro se convirtieron en una especialidad popular, un estado que conservan. La edición de 2014 de RS Yeoman 's A Guide Book of United States Coins califica el dólar de oro menos costoso en muy buenas condiciones (VF-20) en $ 300, un valor dado para cada uno de los problemas de Filadelfia Tipo 1 de 1849 a 1853. Esos buscar uno de cada tipo encontrará el más caro para ser un espécimen del Tipo 2, con el 1854 y el 1855 estimados en $ 350 en esa condición; los otros dos tipos tienen fechas valoradas en $ 300 en ese grado.

## Dólar Sacagawea
En 1999, la Casa de la Moneda de Filadelfia alcanzó 39 dólares Sacagawea (con fecha de 2000 y la marca de menta "W" de la Casa de la Moneda de West Point ) en oro de 22 quilates. [55] La Casa de la Moneda planeó vender dólares Sacagawea de oro a los coleccionistas, pero este plan se detuvo después de que los congresistas cuestionaron la autoridad de la Casa de la Moneda para obtener dólares con una composición diferente a la autorizada. Veintisiete de estas monedas fueron destruidas poco después de ser acuñadas, y las 12 restantes volaron en el Transbordador espacial Columbia durante STS-93. Luego, las monedas se exhibieron en varios eventos privados antes de ser transferidas al Depósito de lingotes de Estados Unidos en Fort Knox.
Las monedas se exhibieron públicamente por primera vez en la Feria Mundial del Dinero de la Asociación Americana de Numismática en 2007. Luego fueron devueltas a Fort Knox.

## Dólares de oro conmemorativos
El dólar de oro tuvo una breve resurrección durante el período de las primeras monedas conmemorativas de los Estados Unidos. Entre 1903 y 1922 se produjeron nueve números diferentes, con una acuñación total de 99,799. Estos fueron acuñados para varios eventos públicos, no circularon y ninguno utilizó el diseño de Longacre.